# Pórac
Pórac es una municipalidad de la provincia filipina de Pampanga. De acuerdo al censo de 2000, se registró una población de 80.757 habitantes, que residían en 15.686 viviendas.
Aquí se estableció el cuartel general del Escuadrón 201 de la Fuerza Aérea Expedicionaria Mexicana, que participó en la Segunda Guerra Mundial en la liberación de Filipinas de las fuerzas invasoras japonesas.

## Barangayes
Porac se divide administrativamente en 29 barangayes.
| - Babo Pangulo - Babo Sacan (Guanson) - Balubad - Calzadang Bayu - Camiás - Cangatba - Díaz - Dolores (Hacienda Dolores) - Jalung - Mancatian - Manibaug Libutad - Manibaug Paralaya - Manibaug Pasig - Manuali - Mitla Proper - Model Community (Tokwing) | - Palat - Pias - Pío - Planas - Población - Pulung Santol - Salu - San José Mitla - Santa Cruz - Sepung Bulaun (Baidbid) - Señora - Villa María (Aetas) - Inararo (Aetas) - Sapang Uwak (Aetas) |